# Danh sách đĩa đơn của Madonna
Ca sĩ người Mỹ Madonna đã phát hành 83 đĩa đơn, 13 đĩa đơn quảng bá và 14 bài hát khác. Năm 1982, Madonna ký kết hợp đồng thu âm với Sire Records, một nhãn hiệu sở hữu bởi Warner Bros. Records, đồng thời phát hành hai đĩa đơn trước khi tung ra album khởi nghiệp cùng tên. Đĩa đơn đầu tiên của bà xếp hạng trên Billboard Hot 100 là "Holiday", đứng hạng 16. Năm 1984, Madonna phát hành "Like a Virgin", đạt vị trí quán quân tại Canada, Úc và duy trì vị trí này trong 6 tuần liên tiếp tại Mỹ. Album Like a Virgin còn có thêm 3 đĩa đơn lọt vào top 5 tại Mỹ là "Material Girl", "Angel" và "Dress You Up". Năm 1985, Madonna phát hành đĩa đơn quán quân thứ hai tại Mỹ, "Crazy for You" và đĩa đầu bảng đầu tiên tại Vương quốc Liên hiệp Anh, "Into the Groove". Cả hai đĩa này đều trích từ album nhạc phim. Album phòng thu thứ 3 True Blue (1986) có thêm 3 đĩa đơn quán quân tại Mỹ, lần lượt là "Live to Tell", "Papa Don't Preach" và "Open Your Heart". Hai đĩa đơn còn lại là "True Blue" và "La Isla Bonita" đều lọt vào top 5. Năm 1987, bà gặt hái thêm một đĩa đầu bảng mang tên "Who's That Girl". Năm 1989, Madonna phát hành đĩa đơn đầu bảng Hot 100 thứ 7, "Like a Prayer" trích từ album cùng tên, giúp bà là nữ ca sĩ có nhiều bài hát quán quân trong thập niên 1980 (bên cạnh Whitney Houston).
Năm 1990, Madonna phát hành "Vogue" trích từ album nhạc phim I'm Breathless, đứng đầu bảng xếp hạng tại các thị trường lớn. Ca khúc quán quân thứ 9 và 10 của cô tại Mỹ là "Justify My Love" và bản ballad "This Used to Be My Playground", lần lượt phát hành vào năm 1990 và 1992. Album phòng thu thứ 5, Erotica (1992) chỉ có đĩa đơn cùng tên và "Deeper and Deeper" lọt vào top 10. Năm 1995, Madonna phát hành album thứ 6 Bedtime Stories, xuất hiện 2 đĩa đơn top 5 Hoa Kỳ "Take a Bow" và "Secret". "Take a Bow" là đĩa đơn trụ hạng quán quân lâu nhất của bà tại Hot 100, trong khi "Secret" giúp Madonna là nghệ sĩ duy nhất tại Vương quốc Liên hiệp Anh có 35 đĩa đơn liên tiếp lọt vào top 10. Mở đầu cho album thứ bảy Ray of Light (1998), "Frozen" là đĩa đơn đầu tiên của Madonna đạt vị trí quán quân tại Vương quốc Liên hiệp Anh ngay trong tuần đầu tiên xếp hạng. Đây cũng là bài hát số một đầu tiên của nữ ca sĩ tại lãnh thổ này kể từ năm 1990, đánh dấu sự trở lại thành công của bà. Bài hát cùng tên lọt vào top 10 tại một số quốc gia như Mỹ, Anh, Canada, Úc và Ý.
Năm 2000, Madonna phát hành đĩa đơn quán quân cuối cùng tại Mỹ, "Music" trích từ album cùng tên. Năm 2003, bà ra mắt album thứ 9 mang tên American Life, với các đĩa đơn của album không thu được thành công thương mại tại Mỹ. Năm 2005, Madonna phát hành "Hung Up", đĩa đơn đầu tiên trích từ album thứ 10 Confessions on a Dance Floor, là bài hát thành công nhất tính trên phạm vi toàn cầu của bà. Đĩa đơn đứng đầu bảng xếp hạng của hơn 45 quốc gia và được sách Kỷ lục Thế giới Guinness (2007) ghi nhận là bài hát đứng quán quân ở nhiều quốc gia hơn bất kỳ bài hát nào khác. Với việc "Hung Up" được chứng nhận đĩa Bạch kim bởi Hiệp hội Công nghiệp Thu âm Hoa Kỳ (RIAA), Madonna vượt qua ban nhạc The Beatles với kỷ lục về số lượng đĩa đơn Vàng tại Mỹ. Đĩa đơn thứ hai, "Sorry" là bài hát đầu bảng thứ 12 của Madonna tại nước Anh. "4 Minutes", đĩa đơn hợp tác cùng Justin Timberlake và Timbaland từ album Hard Candy (2008), đạt hạng 3 tại Billboard Hot 100, giúp Madonna phá vỡ kỷ lục của Elvis Presley về danh hiệu nghệ sĩ sở hữu nhiều bài hát top 10 nhất trong lịch sử của bảng xếp hạng này. Bà mở rộng kỷ lục này với "Give Me All Your Luvin'", đĩa đơn từ album phòng thu MDNA (2012). Khi "Ghosttown" từ album phòng thu Rebel Heart (2015) dẫn đầu Billboard Dance Club Songs, Madonna trở thành nghệ sĩ có nhiều bài hát quán quân nhất trong một bảng xếp hạng Billboard còn hoạt động, phá vỡ kỷ lục 44 bài hát của George Strait trên Hot Country Songs.
Madonna là nghệ sĩ có lượng đĩa đơn bán ra nhiều nhất thập niên 2000 tại Hoa Kỳ. Bà là nghệ sĩ đơn ca xếp hạng cao nhất trong danh sách "Billboard Hot 100 All-Time Top Artists" và là nữ nghệ sĩ có nhiều đĩa đơn quán quân nhất tại Vương quốc Liên hiệp Anh. Madonna có 157 đĩa đơn quán quân trên tất cả bảng xếp hạng Billboard, nhiều hơn bất kỳ nghệ sĩ nào khác. Tính đến tháng 2 năm 2008, bà đã bán hơn 115 triệu đĩa đơn trên toàn cầu.

## Đĩa đơn

### Thập niên 1980
| Tựa đề                                                                       | Năm  | Vị trí xếp hạng cao nhất | Vị trí xếp hạng cao nhất | Vị trí xếp hạng cao nhất | Vị trí xếp hạng cao nhất | Vị trí xếp hạng cao nhất | Vị trí xếp hạng cao nhất | Vị trí xếp hạng cao nhất | Vị trí xếp hạng cao nhất | Vị trí xếp hạng cao nhất | Vị trí xếp hạng cao nhất | Doanh số                                                                 | Chứng nhận                                                                                                | Album           |
| Tựa đề                                                                       | Năm  | Mỹ                       | Club Mỹ                  | Úc                       | Canada                   | Pháp                     | Đức                      | Ý                        | T.B. Nha                 | Thụy Sĩ                  | L.H. Anh                 | Doanh số                                                                 | Chứng nhận                                                                                                | Album           |
| ---------------------------------------------------------------------------- | ---- | ------------------------ | ------------------------ | ------------------------ | ------------------------ | ------------------------ | ------------------------ | ------------------------ | ------------------------ | ------------------------ | ------------------------ | ------------------------------------------------------------------------ | --- | --------------- |
| "Everybody"                                                                  | 1982 | —                        | 3                        | —                        | —                        | —                        | —                        | —                        | —                        | —                        | —                        |                                                                          | | Madonna         |
| "Burning Up"                                                                 | 1983 | —                        | 3                        | 13                       | —                        | —                        | —                        | —                        | —                        | —                        | —                        |                                                                          | | Madonna         |
| "Holiday"                                                                    | 1983 | 16                       | 1                        | 4                        | 32                       | 37                       | 9                        | 22                       | —                        | 18                       | 2                        | - L.H.Anh: 795.000                                                       | - L.H.Anh: Vàng                                                                                           | Madonna         |
| "Lucky Star"                                                                 | 1984 | 4                        | 1                        | 36                       | 8                        | —                        | —                        | —                        | —                        | —                        | 14                       | - L.H.Anh: 117.470                                                       | | Madonna         |
| "Borderline"                                                                 | 1984 | 10                       | 4                        | 12                       | 25                       | —                        | —                        | —                        | —                        | 23                       | 2                        | - L.H.Anh: 310.000                                                       | - Mỹ: Vàng - L.H.Anh: Vàng                                                                                | Madonna         |
| "Like a Virgin"                                                              | 1984 | 1                        | 1                        | 1                        | 1                        | 8                        | 4                        | 16                       | —                        | 9                        | 3                        | - Mỹ: 1.900.000 - L.H.Anh: 780.000                                       | - Mỹ: Vàng - New Zealand: Vàng - L.H.Anh: Vàng                                                            | Like a Virgin   |
| "Material Girl"                                                              | 1984 | 2                        | 1                        | 4                        | 4                        | 47                       | 13                       | 18                       | 10                       | 15                       | 3                        | - L.H.Anh: 405.000                                                       | - L.H.Anh: Bạc                                                                                            | Like a Virgin   |
| "Crazy for You"                                                              | 1985 | 1                        | —                        | 1                        | 1                        | 47                       | 26                       | 12                       | 17                       | 16                       | 2                        | - Mỹ: 2.000.000 - L.H.Anh: 670.000                                       | - Mỹ: Vàng - New Zealand: Vàng - L.H.Anh: Vàng                                                            | Vision Quest    |
| "Angel"                                                                      | 1985 | 5                        | 1                        | 1                        | 5                        | —                        | 31                       | —                        | 2                        | 17                       | 5                        | - L.H.Anh: 205.000                                                       | - L.H.Anh: Bạc - Mỹ: Vàng                                                                                 | Like a Virgin   |
| "Into the Groove"                                                            | 1985 | —                        | 1                        | 1                        | —                        | 2                        | 3                        | 1                        | 1                        | 2                        | 1                        | - Pháp: 533.000 - L.H.Anh: 877.500                                       | - Mỹ: Vàng - Pháp: Vàng - New Zealand: Vàng - L.H.Anh: Vàng                                               | Like a Virgin   |
| "Dress You Up"                                                               | 1985 | 5                        | 3                        | 5                        | 10                       | 18                       | 20                       | 16                       | 11                       | 20                       | 5                        | - L.H.Anh: 210.000                                                       | - L.H.Anh: Bạc                                                                                            | Like a Virgin   |
| "Gambler"                                                                    | 1985 | —                        | —                        | 10                       | —                        | 33                       | 25                       | 3                        | —                        | 23                       | 4                        | - L.H.Anh: 295.000                                                       | - L.H.Anh: Bạc                                                                                            | Vision Quest    |
| "Live to Tell"                                                               | 1986 | 1                        | —                        | 7                        | 1                        | 6                        | 12                       | 1                        | —                        | 4                        | 2                        | - Pháp: 241.000 - L.H.Anh: 280.000                                       | - Pháp: Bạc - L.H.Anh: Bạc                                                                                | True Blue       |
| "Papa Don't Preach"                                                          | 1986 | 1                        | 4                        | 1                        | 1                        | 3                        | 2                        | 1                        | 4                        | 2                        | 1                        | - Pháp: 456.000 - L.H.Anh: 645.000                                       | - Mỹ: Vàng - Pháp: Bạc - L.H.Anh: Vàng                                                                    | True Blue       |
| "True Blue"                                                                  | 1986 | 3                        | 6                        | 5                        | 1                        | 6                        | 6                        | 4                        | 12                       | 6                        | 1                        | - Pháp: 360.000 - L.H.Anh: 545.000                                       | - Mỹ: Vàng - Úc: Bạch kim - Pháp: Bạc - L.H.Anh: Bạc                                                      | True Blue       |
| "Open Your Heart"                                                            | 1986 | 1                        | 1                        | 16                       | 8                        | 24                       | 17                       | 6                        | —                        | 11                       | 4                        | - L.H.Anh: 195.000                                                       | - L.H.Anh: Bạc                                                                                            | True Blue       |
| "La Isla Bonita"                                                             | 1987 | 4                        | 10                       | 6                        | 1                        | 1                        | 1                        | 18                       | 8                        | 1                        | 1                        | - Pháp: 771.000 - L.H.Anh: 435.000                                       | - Úc: Vàng - Pháp: Vàng - Đức: Vàng - L.H.Anh: Bạc                                                        | True Blue       |
| "Who's That Girl"                                                            | 1987 | 1                        | 44                       | 7                        | 1                        | 2                        | 2                        | 1                        | 6                        | 2                        | 1                        | - Pháp: 417.000 - L.H.Anh: 380.000                                       | - Pháp: Vàng - L.H.Anh: Bạc                                                                               | Who's That Girl |
| "Causing a Commotion"                                                        | 1987 | 2                        | 1                        | 7                        | 2                        | —                        | 14                       | 4                        | 21                       | 9                        | 4                        | - L.H.Anh: 230.000                                                       | | Who's That Girl |
| "The Look of Love"                                                           | 1987 | —                        | —                        | —                        | —                        | 23                       | 34                       | —                        | —                        | 20                       | 9                        | - L.H.Anh: 121.439                                                       | | Who's That Girl |
| "Spotlight"                                                                  | 1988 | —                        | —                        | —                        | —                        | —                        | —                        | —                        | —                        | —                        | —                        |                                                                          | | You Can Dance   |
| "Like a Prayer"                                                              | 1989 | 1                        | 1                        | 1                        | 1                        | 2                        | 2                        | 1                        | 1                        | 1                        | 1                        | - Thế giới: 5.000.000 - Mỹ: 2.443.000 - Pháp: 478.000 - L.H.Anh: 613.300 | - Mỹ: Bạch kim - Úc: Bạch kim - Pháp: Bạc - Đức: Vàng - New Zealand: Vàng - Thụy Sĩ: Vàng - L.H.Anh: Vàng | Like a Prayer   |
| "Express Yourself"                                                           | 1989 | 2                        | 1                        | 5                        | 1                        | 7                        | 3                        | 1                        | 3                        | 1                        | 5                        | - L.H.Anh: 200.000                                                       | - Mỹ: Vàng - Úc: Vàng - L.H.Anh: Bạc                                                                      | Like a Prayer   |
| "Cherish"                                                                    | 1989 | 2                        | —                        | 4                        | 1                        | 21                       | 16                       | 3                        | 10                       | 10                       | 3                        | - Mỹ: 200.000                                                            | - Úc: Vàng - L.H.Anh: Bạc                                                                                 | Like a Prayer   |
| "Oh Father"                                                                  | 1989 | 20                       | —                        | 59                       | 14                       | 26                       | —                        | 6                        | —                        | —                        | 16                       | - L.H.Anh: 58.730                                                        | | Like a Prayer   |
| "Dear Jessie"                                                                | 1989 | —                        | —                        | 51                       | 20                       | —                        | 19                       | —                        | 17                       | 16                       | 5                        | - L.H.Anh: 255.000                                                       | - L.H.Anh: Bạc                                                                                            | Like a Prayer   |
| "—" Không có mặt trên bảng xếp hạng hoặc không được phát hành ở quốc gia đó. |      |                          |                          |                          |                          |                          |                          |                          |                          |                          |                          |                                                                          | |                 |

### Thập niên 1990
| Tựa đề                                                                       | Năm  | Vị trí xếp hạng cao nhất | Vị trí xếp hạng cao nhất | Vị trí xếp hạng cao nhất | Vị trí xếp hạng cao nhất | Vị trí xếp hạng cao nhất | Vị trí xếp hạng cao nhất | Vị trí xếp hạng cao nhất | Vị trí xếp hạng cao nhất | Vị trí xếp hạng cao nhất | Vị trí xếp hạng cao nhất | Doanh số                                                                 | Chứng nhận                                                                                             | Album                                 |
| Tựa đề                                                                       | Năm  | Mỹ                       | Club Mỹ                  | Úc                       | Canada                   | Pháp                     | Đức                      | Ý                        | T.B. Nha                 | Thụy Sĩ                  | L.H. Anh                 | Doanh số                                                                 | Chứng nhận                                                                                             | Album                                 |
| ---------------------------------------------------------------------------- | ---- | ------------------------ | ------------------------ | ------------------------ | ------------------------ | ------------------------ | ------------------------ | ------------------------ | ------------------------ | ------------------------ | ------------------------ | ------------------------------------------------------------------------ | --- | ------------------------------------- |
| "Keep It Together"                                                           | 1990 | 8                        | 1                        | 1                        | 8                        | —                        | —                        | 16                       | —                        | —                        | —                        |                                                                          | - Mỹ: Vàng                                                                                             | Like a Prayer                         |
| "Vogue"                                                                      | 1990 | 1                        | 1                        | 1                        | 1                        | 9                        | 4                        | 1                        | 1                        | 2                        | 1                        | - Thế giới: 6.000.000 - Mỹ: 2.311.000 - Pháp: 220.000 - L.H.Anh: 535.100 | - Mỹ: 2× Bạch kim - Úc: 2× Bạch kim - Canada: Bạch kim - Pháp: Bạc - New Zealand: Vàng - L.H.Anh: Vàng | I'm Breathless                        |
| "Hanky Panky"                                                                | 1990 | 10                       | —                        | 6                        | 18                       | —                        | 21                       | 4                        | 13                       | 15                       | 2                        | - L.H.Anh: 210.000                                                       | - Mỹ: Vàng - Úc: Vàng - L.H.Anh: Bạc                                                                   | I'm Breathless                        |
| "Justify My Love"                                                            | 1990 | 1                        | 1                        | 4                        | 1                        | 17                       | 10                       | 2                        | 3                        | 3                        | 2                        | - L.H.Anh: 235.000                                                       | - Mỹ: Bạch kim - Úc: Vàng - Canada: Vàng - L.H.Anh: Bạc                                                | The Immaculate Collection             |
| "Rescue Me"                                                                  | 1991 | 9                        | 6                        | 15                       | 7                        | 21                       | 21                       | 12                       | —                        | 11                       | 3                        | - L.H.Anh: 134.764                                                       | - Mỹ: Vàng                                                                                             | The Immaculate Collection             |
| "This Used to Be My Playground"                                              | 1992 | 1                        | —                        | 9                        | 1                        | 7                        | 6                        | 1                        | 6                        | 6                        | 3                        | - L.H.Anh: 275.000                                                       | - Mỹ: Vàng - Úc: Vàng - L.H.Anh: Bạc                                                                   | Không có album                        |
| "Erotica"                                                                    | 1992 | 3                        | 1                        | 4                        | 13                       | 23                       | 13                       | 1                        | 4                        | 8                        | 3                        | - Mỹ: 270.000                                                            | - Mỹ: Vàng - Úc: Vàng                                                                                  | Erotica                               |
| "Deeper and Deeper"                                                          | 1992 | 7                        | 1                        | 11                       | 2                        | 17                       | 26                       | 1                        | —                        | 23                       | 6                        | - L.H.Anh: 136.854                                                       | - Úc: Vàng                                                                                             | Erotica                               |
| "Bad Girl"                                                                   | 1993 | 36                       | —                        | 32                       | 20                       | 44                       | 47                       | 3                        | —                        | 25                       | 10                       | - L.H.Anh: 74.915                                                        | | Erotica                               |
| "Fever"                                                                      | 1993 | —                        | 1                        | 51                       | —                        | 31                       | —                        | 12                       | —                        | —                        | 6                        | - L.H.Anh: 86.077                                                        | | Erotica                               |
| "Rain"                                                                       | 1993 | 14                       | 2                        | 5                        | 2                        | —                        | 26                       | 9                        | —                        | 11                       | 7                        | - L.H.Anh: 130.771                                                       | - Úc: Vàng                                                                                             | Erotica                               |
| "Bye Bye Baby"                                                               | 1993 | —                        | —                        | 15                       | —                        | —                        | —                        | 7                        | —                        | 28                       | —                        |                                                                          | | Erotica                               |
| "I'll Remember"                                                              | 1994 | 2                        | —                        | 7                        | 1                        | 40                       | 49                       | 1                        | —                        | 17                       | 7                        | - Mỹ: 500.000 - L.H.Anh: 100.090                                         | - Mỹ: Vàng - Úc: Vàng                                                                                  | With Honors                           |
| "Secret"                                                                     | 1994 | 3                        | 1                        | 5                        | 1                        | 2                        | 29                       | 3                        | 4                        | 1                        | 5                        | - Pháp: 255.000 - L.H.Anh: 117.957                                       | - Mỹ: Vàng - Úc: Vàng - Pháp: Bạc                                                                      | Bedtime Stories                       |
| "Take a Bow"                                                                 | 1994 | 1                        | —                        | 15                       | 1                        | 25                       | 18                       | 2                        | —                        | 8                        | 16                       | - Mỹ: 500.000 - L.H.Anh: 102.739                                         | - Mỹ: Vàng                                                                                             | Bedtime Stories                       |
| "Bedtime Story"                                                              | 1995 | 42                       | 1                        | 5                        | 46                       | —                        | —                        | 8                        | —                        | —                        | 4                        | - L.H.Anh: 97.428                                                        | | Bedtime Stories                       |
| "Human Nature"                                                               | 1995 | 46                       | 2                        | 17                       | 64                       | —                        | 50                       | 10                       | —                        | 17                       | 8                        | - L.H.Anh: 80.685                                                        | | Bedtime Stories                       |
| "You'll See"                                                                 | 1995 | 6                        | —                        | 9                        | 2                        | 24                       | 15                       | 5                        | —                        | 8                        | 5                        | - L.H.Anh: 305.000                                                       | - L.H.Anh: Bạc - Mỹ: Vàng - Úc: Vàng                                                                   | Something to Remember                 |
| "One More Chance"                                                            | 1996 | —                        | —                        | 35                       | —                        | —                        | —                        | 2                        | —                        | —                        | 11                       | - L.H.Anh: 56.851                                                        | | Something to Remember                 |
| "Love Don't Live Here Anymore"                                               | 1996 | 78                       | 16                       | 27                       | 24                       | 48                       | —                        | —                        | —                        | —                        | —                        |                                                                          | | Something to Remember                 |
| "You Must Love Me"                                                           | 1996 | 18                       | —                        | 11                       | 11                       | 41                       | 78                       | 4                        | —                        | 43                       | 10                       | - L.H.Anh: 90.428                                                        | - Mỹ: Vàng                                                                                             | Evita                                 |
| "Don't Cry for Me Argentina"                                                 | 1997 | 8                        | 1                        | 9                        | 14                       | 1                        | 3                        | 2                        | 1                        | 4                        | 3                        | - Pháp: 447.000 - L.H.Anh: 340.000                                       | - Úc: Vàng - Pháp: Vàng - Đức: Vàng - Thụy Sĩ: Vàng - L.H.Anh: Bạc                                     | Evita                                 |
| "Another Suitcase in Another Hall"                                           | 1997 | —                        | —                        | —                        | —                        | —                        | —                        | 4                        | —                        | —                        | 7                        | - L.H.Anh: 75.233                                                        | | Evita                                 |
| "Frozen"                                                                     | 1998 | 2                        | 1                        | 5                        | 2                        | 2                        | 2                        | 1                        | 1                        | 2                        | 1                        | - Mỹ: 600.000 - Pháp: 469.000 - L.H.Anh: 556.000                         | - Mỹ: Vàng - Úc: Vàng - Pháp: Vàng - Đức: Bạch kim - Thụy Sĩ: Vàng - L.H.Anh: Vàng                     | Ray of Light                          |
| "Ray of Light"                                                               | 1998 | 5                        | 1                        | 6                        | 3                        | 18                       | 28                       | 2                        | 1                        | 32                       | 2                        | - Mỹ: 793.000 - L.H.Anh: 275.000                                         | - Mỹ: Vàng - Úc: Vàng - L.H.Anh: Bạc                                                                   | Ray of Light                          |
| "Drowned World (Substitute for Love)"                                        | 1998 | —                        | —                        | 16                       | 18                       | 42                       | 39                       | 5                        | 1                        | 31                       | 10                       |                                                                          | | Ray of Light                          |
| "The Power of Good-Bye"                                                      | 1998 | 11                       | —                        | 33                       | 6                        | 21                       | 4                        | 8                        | 2                        | 8                        | 6                        | - L.H.Anh: 180.000                                                       | - Đức: Vàng - L.H.Anh: Bạc                                                                             | Ray of Light                          |
| "Nothing Really Matters"                                                     | 1999 | 93                       | 1                        | 15                       | 6                        | 48                       | 38                       | 7                        | 1                        | 26                       | 7                        | - L.H.Anh: 128.137                                                       | - L.H.Anh: Bạc                                                                                         | Ray of Light                          |
| "Beautiful Stranger"                                                         | 1999 | 19                       | 1                        | 5                        | 1                        | 17                       | 13                       | 1                        | 4                        | 6                        | 2                        | - Pháp: 137.000 - L.H.Anh: 534.800                                       | - Úc: Vàng - Pháp: Bạc - L.H.Anh: Vàng                                                                 | Austin Powers: The Spy Who Shagged Me |
| "—" Không có mặt trên bảng xếp hạng hoặc không được phát hành ở quốc gia đó. |      |                          |                          |                          |                          |                          |                          |                          |                          |                          |                          |                                                                          | |                                       |

### Thập niên 2000
| Tựa đề                                                                       | Năm  | Vị trí xếp hạng cao nhất | Vị trí xếp hạng cao nhất | Vị trí xếp hạng cao nhất | Vị trí xếp hạng cao nhất | Vị trí xếp hạng cao nhất | Vị trí xếp hạng cao nhất | Vị trí xếp hạng cao nhất | Vị trí xếp hạng cao nhất | Vị trí xếp hạng cao nhất | Vị trí xếp hạng cao nhất | Doanh số                                                                 | Chứng nhận | Album                        |
| Tựa đề                                                                       | Năm  | Mỹ                       | Club Mỹ                  | Úc                       | Canada                   | Pháp                     | Đức                      | Ý                        | T.B. Nha                 | Thụy Sĩ                  | L.H. Anh                 | Doanh số                                                                 | Chứng nhận | Album                        |
| ---------------------------------------------------------------------------- | ---- | ------------------------ | ------------------------ | ------------------------ | ------------------------ | ------------------------ | ------------------------ | ------------------------ | ------------------------ | ------------------------ | ------------------------ | ------------------------------------------------------------------------ | --- | ---------------------------- |
| "American Pie"                                                               | 2000 | 29                       | 1                        | 1                        | 1                        | 8                        | 1                        | 1                        | 1                        | 1                        | 1                        | - Pháp: 183.000                                                          | - Úc: Vàng - Pháp: Bạc - Thụy Sĩ: Bạch kim - L.H.Anh: Vàng                                                              | The Next Best Thing          |
| "Music"                                                                      | 2000 | 1                        | 1                        | 1                        | 1                        | 8                        | 2                        | 1                        | 1                        | 1                        | 1                        | - Mỹ: 1.217.000 - Pháp: 238.000 - L.H.Anh: 415.000                       | - Mỹ: Bạch kim - Úc: 2× Bạch kim - Đức: Vàng - Thụy Sĩ: Vàng - L.H.Anh: Vàng                                            | Music                        |
| "Don't Tell Me"                                                              | 2000 | 4                        | 1                        | 7                        | 1                        | 16                       | 22                       | 1                        | 2                        | 10                       | 4                        | - Pháp: 203.000 - L.H.Anh: 185.000                                       | - Mỹ: Vàng - Úc: Bạch kim - Pháp: Bạc                                                                                   | Music                        |
| "What It Feels Like for a Girl"                                              | 2001 | 23                       | 1                        | 6                        | 2                        | 40                       | 16                       | 2                        | 1                        | 11                       | 7                        | - L.H.Anh: 86.771                                                        | - Úc: Vàng | Music                        |
| "Die Another Day"                                                            | 2002 | 8                        | 1                        | 5                        | 1                        | 15                       | 4                        | 1                        | 1                        | 1                        | 3                        | - Pháp: 110.000 - L.H.Anh: 175.000                                       | - Úc: Vàng - Canada: 2× Bạch kim - Pháp: Bạc - L.H.Anh: Bạc                                                             | Die Another Day              |
| "American Life"                                                              | 2003 | 37                       | 1                        | 7                        | 1                        | 10                       | 10                       | 1                        | 2                        | 1                        | 2                        | - Pháp: 190.000 - L.H.Anh: 72.260                                        | - Úc: Vàng - Pháp: Bạc                                                                                                  | American Life                |
| "Hollywood"                                                                  | 2003 | —                        | 1                        | 16                       | 5                        | 22                       | 21                       | 3                        | 2                        | 2                        | 2                        | - L.H.Anh: 59.633                                                        | | American Life                |
| "Me Against the Music" (Britney Spears hợp tác với Madonna)                  | 2003 | 35                       | 1                        | 1                        | 2                        | 11                       | 5                        | 2                        | 1                        | 4                        | 2                        | - L.H.Anh: 240.000                                                       | - Úc: Bạch kim | In the Zone                  |
| "Nothing Fails"                                                              | 2003 | —                        | 1                        | —                        | 7                        | 34                       | 36                       | 7                        | 1                        | 41                       | 11                       |                                                                          | | American Life                |
| "Love Profusion"                                                             | 2003 | —                        | 1                        | 25                       | 3                        | 25                       | —                        | 5                        | 1                        | 31                       | 11                       | - L.H.Anh: 41.025                                                        | | American Life                |
| "Hung Up"                                                                    | 2005 | 7                        | 1                        | 1                        | 1                        | 1                        | 1                        | 1                        | 1                        | 1                        | 1                        | - Thế giới: 9.000.000 - Mỹ: 1.200.000 - Pháp: 490.000 - L.H.Anh: 625.600 | - Mỹ: Bạch kim - Úc: Bạch kim - Canada: 2× Bạch kim - Pháp: Vàng - Đức: 3× Vàng - Thụy Sĩ: Bạch kim - L.H.Anh: Bạch kim | Confessions on a Dance Floor |
| "Sorry"                                                                      | 2006 | 58                       | 1                        | 4                        | 2                        | 5                        | 5                        | 1                        | 1                        | 4                        | 1                        | - Mỹ: 358.000 - Pháp: 100.800 - L.H.Anh: 200.000                         | - Úc: Vàng - Canada: Vàng - L.H.Anh: Bạc                                                                                | Confessions on a Dance Floor |
| "Get Together"                                                               | 2006 | —                        | 1                        | 13                       | 4                        | 23                       | 25                       | 2                        | 1                        | 16                       | 7                        | - L.H.Anh: 67.163                                                        | - Úc: Vàng | Confessions on a Dance Floor |
| "Jump"                                                                       | 2006 | —                        | 1                        | 29                       | —                        | —                        | 23                       | 1                        | 3                        | 21                       | 9                        | - L.H.Anh: 52.038                                                        | | Confessions on a Dance Floor |
| "Hey You"                                                                    | 2007 | —                        | —                        | —                        | 57                       | —                        | —                        | 36                       | —                        | 55                       | 187                      |                                                                          | | Không có album               |
| "4 Minutes" (hợp tác với Justin Timberlake và Timbaland)                     | 2008 | 3                        | 1                        | 1                        | 1                        | 2                        | 1                        | 1                        | 1                        | 1                        | 1                        | - Mỹ: 3.000.000 - Canada: 137.000 - Pháp: 240.000 - L.H.Anh: 530.000     | - Mỹ: 2× Bạch kim - Úc: Bạch kim - Đức: Bạch kim - T.B.Nha: 2× Bạch kim - Thụy Sĩ: Bạch kim - L.H.Anh: Vàng             | Hard Candy                   |
| "Give It 2 Me"                                                               | 2008 | 57                       | 1                        | 23                       | 8                        | 5                        | 8                        | 3                        | 1                        | 4                        | 7                        | - Mỹ: 316.000 - Pháp: 52.170 - L.H.Anh: 170.000                          | - Ý: Bạch kim | Hard Candy                   |
| "Miles Away"                                                                 | 2008 | —                        | 2                        | —                        | 23                       | 54                       | 11                       | 26                       | 1                        | 32                       | 39                       |                                                                          | | Hard Candy                   |
| "Celebration"                                                                | 2009 | 71                       | 1                        | 40                       | 5                        | 2                        | 5                        | 1                        | 17                       | 4                        | 3                        | - Mỹ 192.000 - Pháp: 51.780                                              | - Ý: Bạch kim - Thụy Sĩ: Bạch kim                                                                                       | Celebration                  |
| "Revolver" (hợp tác với Lil Wayne)                                           | 2009 | —                        | 4                        | —                        | 47                       | 25                       | —                        | 16                       | 39                       | —                        | 130                      |                                                                          | - Ý: Vàng | Celebration                  |
| "—" Không có mặt trên bảng xếp hạng hoặc không được phát hành ở quốc gia đó. |      |                          |                          |                          |                          |                          |                          |                          |                          |                          |                          |                                                                          | |                              |

### Thập niên 2010
| Tựa đề                                                                       | Năm  | Vị trí xếp hạng cao nhất | Vị trí xếp hạng cao nhất | Vị trí xếp hạng cao nhất | Vị trí xếp hạng cao nhất | Vị trí xếp hạng cao nhất | Vị trí xếp hạng cao nhất | Vị trí xếp hạng cao nhất | Vị trí xếp hạng cao nhất | Vị trí xếp hạng cao nhất | Vị trí xếp hạng cao nhất | Doanh số       | Chứng nhận               | Album       |
| Tựa đề                                                                       | Năm  | Mỹ                       | Club Mỹ                  | Úc                       | Canada                   | Pháp                     | Đức                      | Ý                        | T.B. Nha                 | Thụy Sĩ                  | L.H. Anh                 | Doanh số       | Chứng nhận               | Album       |
| ---------------------------------------------------------------------------- | ---- | ------------------------ | ------------------------ | ------------------------ | ------------------------ | ------------------------ | ------------------------ | ------------------------ | ------------------------ | ------------------------ | ------------------------ | -------------- | ------------------------ | ----------- |
| "Give Me All Your Luvin'" (hợp tác với Nicki Minaj và M.I.A.)                | 2012 | 10                       | 1                        | 25                       | 1                        | 3                        | 8                        | 2                        | 2                        | 6                        | 37                       | - Pháp: 58.000 | - Mỹ: Vàng - Ý: Bạch kim | MDNA        |
| "Girl Gone Wild"                                                             | 2012 | —                        | 1                        | 93                       | 42                       | 13                       | —                        | 4                        | 7                        | 29                       | 73                       |                | - Ý: Bạch kim            | MDNA        |
| "Masterpiece"                                                                | 2012 | —                        | —                        | —                        | —                        | —                        | —                        | —                        | —                        | —                        | 68                       |                |                          | MDNA        |
| "Turn Up the Radio"                                                          | 2012 | —                        | 1                        | —                        | —                        | —                        | —                        | —                        | 30                       | —                        | 175                      |                |                          | MDNA        |
| "Living for Love"                                                            | 2014 | —                        | 1                        | —                        | 92                       | 50                       | 40                       | 30                       | 21                       | 49                       | 26                       |                | - Ý: Vàng                | Rebel Heart |
| "Ghosttown"                                                                  | 2015 | —                        | 1                        | —                        | —                        | 34                       | 34                       | 20                       | 41                       | 39                       | 117                      |                | - Ý: Bạch kim            | Rebel Heart |
| "Bitch I'm Madonna" (hợp tác với Nicki Minaj)                                | 2015 | 84                       | 1                        | —                        | 58                       | 90                       | —                        | —                        | 49                       | —                        | —                        |                |                          | Rebel Heart |
| "Hold Tight"                                                                 | 2015 | —                        | —                        | —                        | —                        | 92                       | —                        | —                        | 37                       | —                        | —                        |                |                          | Rebel Heart |
| "—" Không có mặt trên bảng xếp hạng hoặc không được phát hành ở quốc gia đó. |      |                          |                          |                          |                          |                          |                          |                          |                          |                          |                          |                |                          |             |

## Đĩa đơn quảng bá
| "You Can Dance (LP Cuts)"                                                    | 1987 | 1  | You Can Dance                  |
| "Now I'm Following You"                                                      | 1990 | —  | I'm Breathless                 |
| "Erotic"                                                                     | 1992 | —  | Không có album                 |
| "I Want You"                                                                 | 1995 | —  | Something to Remember          |
| "Buenos Aires" (Remix)                                                       | 1997 | 3  | Evita                          |
| "Sky Fits Heaven" (Sasha and Victor Calderone's Remix)                       | 1998 | 41 | Ray of Light                   |
| "Impressive Instant" (Peter Rauhofer's Drowned World Dub)                    | 2001 | 1  | Music                          |
| "GHV2 Megamix"                                                               | 2001 | 5  | GHV2                           |
| "Into the Hollywood Groove" (with Missy Elliott)                             | 2003 | —  | Remixed & Revisited            |
| "Nobody Knows Me" (Remix)                                                    | 2003 | 4  | American Life                  |
| "Imagine" (Live)                                                             | 2005 | —  | I'm Going to Tell You a Secret |
| "Mother and Father" (P. Rauhofer Remix)                                      | 2005 | 9  | American Life                  |
| "Broken"                                                                     | 2012 | —  | Không có album                 |
| "Superstar"                                                                  | 2012 | —  | MDNA                           |
| "—" Không có mặt trên bảng xếp hạng hoặc không được phát hành ở quốc gia đó. |      |    |                                |

## Xuất hiện khác
| "Physical Attraction"                                                        | 1983 | 3  | —  | —  | —   | —  | —  | —  | —   | Madonna                   |
| "Over and Over"                                                              | 1986 | —  | —  | —  | —   | 49 | —  | —  | —   | Like a Virgin             |
| "Little Star"                                                                | 1998 | —  | —  | —  | —   | —  | —  | —  | 6   | Ray of Light              |
| "Love Profusion"                                                             | 2004 | 41 | —  | —  | —   | —  | —  | —  | —   | American Life             |
| "Sing" (Annie Lennox hợp tác với Madonna)                                    | 2007 | 18 | —  | —  | —   | —  | —  | —  | 161 | Songs of Mass Destruction |
| "Beat Goes On" (hợp tác với Kanye West)                                      | 2008 | —  | 82 | 15 | —   | —  | —  | —  | 189 | Hard Candy                |
| "It's So Cool"                                                               | 2009 | —  | —  | 8  | —   | 20 | —  | —  | 107 | Celebration               |
| "Gang Bang"                                                                  | 2012 | —  | —  | —  | 93  | —  | —  | —  | —   | MDNA                      |
| "Devil Pray"                                                                 | 2014 | —  | —  | —  | 62  | 43 | 50 | 59 | —   | Rebel Heart               |
| "Unapologetic Bitch"                                                         | 2014 | —  | —  | —  | 91  | —  | —  | —  | —   | Rebel Heart               |
| "Illuminati"                                                                 | 2014 | —  | —  | —  | 92  | —  | —  | —  | —   | Rebel Heart               |
| "Joan of Arc"                                                                | 2015 | —  | —  | —  | 76  | —  | 27 | —  | —   | Rebel Heart               |
| "Iconic" (hợp tác với Chance the Rapper và Mike Tyson)                       | 2015 | —  | —  | —  | 114 | —  | 30 | —  | —   | Rebel Heart               |
| "Living for Love" (Remixes)                                                  | 2015 | —  | —  | —  | —   | —  | 93 | —  | —   | Không có album            |
| "—" Không có mặt trên bảng xếp hạng hoặc không được phát hành ở quốc gia đó. |      |    |    |    |     |    |    |    |     |                           |

### Chú giải
1. ↑  "Everybody" không có mặt trong bảng xếp hạng Billboard Hot 100 nhưng đạt hạng 7 tại Bubbling Under Hot 100 Singles.[39]
2. ↑  "Burning Up" có mặt trong bảng xếp hạng Hot Dance Club Play dưới dạng đĩa đơn hai mặt, với bài hát "Physical Attraction" ở mặt B.[40]
3. ↑  "Holiday" được phát hành tại Anh ba lần: 17 tháng 1 năm 1984 (đạt hạng 6), phát hành lại ngày 30 tháng 7 năm 1985 (đạt hạng 2) và phát hành lần cuối vào ngày 4 tháng 6 năm 1991 cùng với đĩa EP The Holiday Collection (đạt hạng 5).[38]
4. ↑  "Lucky Star" xếp hạng trong bảng Hot Dance Club Play dưới dạng đĩa đơn hai mặt cùng với "Holiday".[43]
5. ↑  "Crazy for You" được phát hành lại tại Anh dưới dạng bản remix ngày 24 tháng 2 năm 1991. Đây là đĩa đơn thứ hai trích từ album The Immaculate Collection. Cả hai đĩa đơn đều đạt hạng hai.[38]
6. ↑  "Into the Groove" không được phát hành thương mại tại Mỹ và không xuất hiện trong phiên bản tại Mỹ của Like a Virgin. Bài hát chỉ phát hành dưới dạng mặt B của bài hát "Angel" tại Mỹ, Canada và Úc. Do đó không được xếp hạng trong Billboard Hot 100 cũng như Hot 100 Singles Sales. Ca khúc này xếp hạng trong bảng Hot Dance Club Play và tại Úc dưới dạng bài hát mặt A của "Angel".[51]
7. ↑  "Spotlight" chỉ phát hành thương mại ở Nhật Bản, đạt hạng 68 trên Oricon Singles Chart.[57]
8. ↑  "Oh Father" được phát hành tại Anh (và toàn bộ lãnh thổ châu Âu) ngày 27 tháng 12 năm 1995 dưới dạng đĩa đơn thứ hai của album Something to Remember.[38]
9. ↑  "Keep It Together" được phát hành dưới dạng đĩa hai mặt (mặt A) tại Úc cùng với "Vogue". Ban đầu "Vogue" dự định được chọn làm mặt B, nhưng sau đó hãng đĩa Warner đã quyết định phát hành bài hát này dưới dạng đĩa đơn độc lập sau khi nhận ra khả năng thành công của bài hát.[63]
10. ↑  "Nothing Fails" được tính là một EP tại Úc nên chỉ xếp hạng trong bảng ARIA Albums Chart. EP này đạt hạng 6 trên ARIA Dance Albums vào tháng 12 năm 2003.[82]
11. ↑  "Nothing Fails" và "Love Profusion" phát hành dưới dạng mặt A kép tại Vương quốc Liên hiệp Anh. "Love Profusion" xuất hiện ở mặt A, còn "Nothing Fails" phát hành dưới dạng đĩa đơn mặt A kép.[83]
12. ↑  "Love Profusion" ban đầu phát hành tại Úc, Ý và Anh ngày 21 tháng 11 năm 2003, sau đó mới là thị trường Bắc Mỹ và Pháp ngày 16 tháng 3 năm 2004.[82]
13. ↑  "Get Together" không xếp hạng trên Billboard Hot 100 nhưng có mặt trong bảng Bubbling Under Hot 100 ở hạng 6. "Get Together" còn đạt hạng 84 trong bảng xếp hạng Pop 100.[90]
14. ↑  "Jump" không xếp hạng trên Billboard Hot 100 nhưng có mặt trong bảng Bubbling Under Hot 100 ở hạng 5.[90]
15. ↑  "Girl Gone Wild" không có mặt tại bảng xếp hạng Billboard Hot 100 nhưng có mặt trên bảng xếp hạng Bubbling Under Hot 100 tại vị trí thứ 6.[102]
16. ↑  "Masterpiece" chỉ phát hành tại Vương quốc Liên hiệp Anh.[103]
17. ↑  "Living for Love" không có mặt tại bảng xếp hạng Billboard Hot 100 nhưng có mặt trên bảng xếp hạng Bubbling Under Hot 100 tại vị trí thứ 8.[31]
18. ↑  "Hold Tight" phát hành độc quyền tại các trạm phát thanh Ý.[104]
19. ↑  Ban đầu được phát hành dưới dạng đĩa đơn thứ ba của album I'm Breathless nhưng sau đó bị hủy bỏ do phát hành album tổng hợp The Immaculate Collection.[105]
20. ↑  Đĩa CD quảng bá cùng với sự xuất bản của cuốn sách Sex (1992). Phiên bản này hoàn thành vào cuối quá trình thu âm Erotica, có chứa nhiều lời ca bổ sung so với phiên bản trong album. Đoạn lời này cũng được sử dụng trong những bản phối của William Orbit trong đĩa đơn "Erotica".[106]
21. ↑  Ban đầu được phát hành dưới dạng đĩa đơn thứ ba của album Evita, các bản phối lại của bài hát cũng được thực hiện nhưng việc phát hành cuối cùng bị hủy bỏ.[107]
22. ↑  Phiên bản phối khí của hai bài hát "Into the Groove" và "Hollywood" hợp tác với Missy Elliott. Đây là một phần trong chiến dịch quảng bá thời trang cho hãng bán lẻ GAP và các đĩa nhạc được tặng cho khách hàng.[108]
23. ↑   Madonna trình diễn bài hát của John Lennon tại Buổi hòa nhạc Tsunami Aid: Concert for Hope vào tháng 1 năm 2005. Màn trình diễn phát hành ở dạng tải kỹ thuật số trên trang mạng Sony Connect vào ngày sau buổi hòa nhạc. Doanh thu từ lượng tải về được quyên góp cho Tổ chức từ thiện Hội chữ thập đỏ Hoa Kỳ.[109]
24. ↑  Bài hát xuất hiện trong thời gian thu âm cho album Celebration. Cộng đồng người hâm mộ chính thức của Madonna được tặng một đĩa than 12" đặc biệt của bài hát này, với đồ họa đặc biệt.[110]
25. ↑   Được phát hành vào ngày 3 tháng 12 năm 2012 tại Brazil làm CD miễn phí cho phiên bản đặc biệt của tờ báo Brazil Folha de S. Paulo. Bìa của đĩa đơn do nghệ sĩ graffiti người Brazil Simone Sapienza thực hiện, người chiến thắng cuộc thi Keep Walking Project do Johnnie Walker tài trợ.[111][112]
26. ↑   "Physical Attraction" xếp hạng trên Billboard Hot Dance Club Play tại vị trí thứ 3 cùng với đĩa đơn, "Burning Up".
27. ↑   "Little Star" xếp hạng trên UK Singles Chart tại vị trí thứ 6 cùng với đĩa đơn "The Power of Good-Bye".
28. ↑   Một bản phối lại của "Love Profusion" dẫn đầu Dance Club Songs, nhưng đĩa đơn chính thức chỉ đạt hạng 41.
29. ↑   Trình bày bởi Annie Lennox trong album Songs of Mass Destruction. Madonna xuất hiện trong một đoạn và hát bè với 22 nghệ sĩ khác.[114]
30. ↑   "Living for Love" đạt hạng 21 ở Tây Ban Nha, một phiên bản phối lại của bài hát này xếp hạng riêng ở vị trí thứ 93.[36]